# Reserva natural El Remate
"El Remate" se encuentra en Tankuche, en el municipio de Calkiní, en el estado de Campeche (México). De la ciudad de Calkiní se puede tomar la carretera a isla Arena; son 14 km de camino pavimentado y entonces se toma al Oeste de la exhacienda Tankuche. Oficialmente no es un área natural protegida.
En El Remate hay un ojo de agua fresca y clara. Esta agua corre a través de un canal de ocho km que termina en el mar. El ojo de agua está rodeado por selva abundante, que sirve también como refugio para aves pequeñas. Parte del ojo de agua ha sido acondicionado como piscinas naturales en las que los visitantes pueden disfrutar de un baño de agua fresca.
El ojo de agua ha sido acondicionado y tiene las instalaciones apropiadas para turistas; hay palapas, mesas y bancas para pasar un día de campo al aire libre.

## Localización
De la Ciudad de México hay que dirigirse a la ciudad de Campeche y recorrer una distancia de 1158 kilómetros, con un tiempo de recorrido aproximadamente de 15 horas con 45 minutos por autobús. De ahí tiene que dirigirse a la ciudad de Calkiní que se encuentra a 94 kilómetros de distancia de la ciudad. De la ciudad municipio de Calkiní, tendrás que tomar la carretera a Isla Arena, haciendo un recorrido de 14 kilómetros de camino pavimentado, para después tomar hacia el oeste de la exhacienda Tankuché, que se encuentra muy cerca del ojo de agua El Remate.

## Recomendaciones
Como recomendación te sugerimos que al visitar El Remate, lleves comida, agua para beber y papel sanitario, es recomendable igual que regreses con la basura que produzcas y que no utilices bronceador para no dañar el agua los animales y las plantas.
- Datos: Q6106302